# Naturschutzgebiet Raakmoor

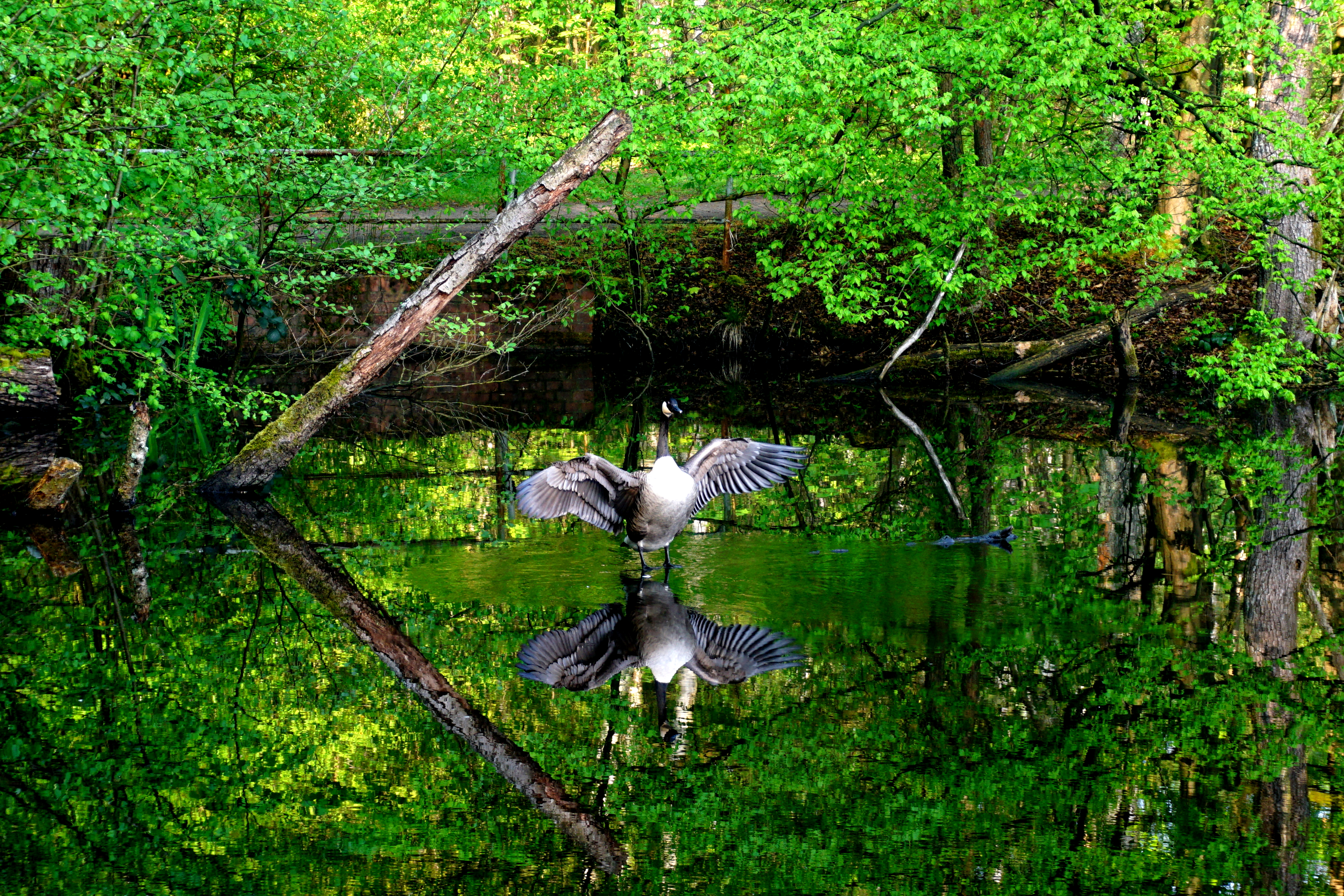
Kanadagans auf dem Raakmoorteich

Das Naturschutzgebiet Raakmoor liegt im Nordwesten der Stadt Hamburg im Stadtteil Hummelsbüttel an der Grenze zum Land Schleswig-Holstein.
Das Raakmoor besteht aus Niedermoorflächen zwischen Bruchwäldern und Kleingewässern.

## Geschichte

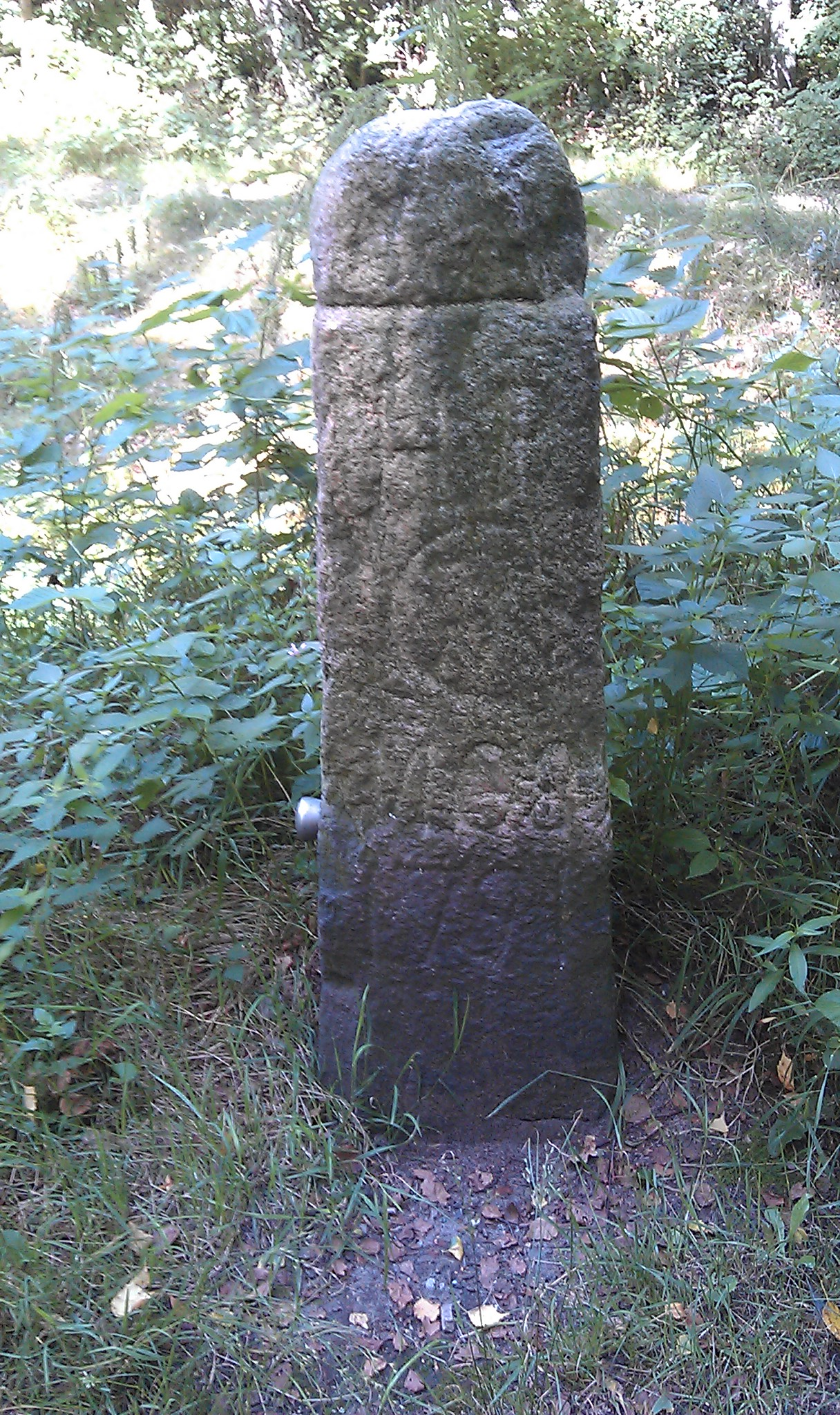
Grenzstein am westlichen Rand des Weges, der östlich am Raakmoorgraben verläuft

Heute ein Übergangsmoor, war das Raakmoor in seiner Anfangszeit ein Hochmoor. Durch Abtorfungen und Entwässerungen wurde es im Laufe der Jahre fast vollständig zerstört, vor allem, um Ackerland anzulegen.
Während der Weltwirtschaftskrise wurde der Raakmoorgraben als eine vom Hamburger SPD-Senat initiierte Arbeitsbeschaffungsmaßnahme durch einen freiwilligen Arbeitsdienst ausgehoben.
Nach dem Zweiten Weltkrieg begann das zuständige Forstamt erste Aufforstungsarbeiten. Anfangs aber nur auf Flächen, die für die landwirtschaftliche Nutzung keinen ausreichenden Ertrag mehr brachten. Die damals aufgeforsteten Flächen sind zum größten Teil noch heute erhalten.
1950 wurde das Raakmoor als Grün- und Erholungsgebiet freigegeben. Im Jahre 1956 übernahm das Gartenbauamt die Pflege und Verwaltung des Moores vom Forstamt.
1977 begann die Renaturierung durch das Gartenbauamt. Die Entwässerungsgräben wurden wieder verfüllt und durch einen Einbau von Sohlschwellen wurde der Hummelsbütteler Moorgraben aufgestaut. Dadurch konnte die Verbreitung der Moorvegetation im so genannten Kernmoor weiter vorangetrieben werden.
1979 wurde das Hauptgebiet des Moores in einer Größe von rund 18 Hektar zum Naturschutzgebiet erklärt. Es war damit eines der kleinsten der Hansestadt.
Das Gartenbauamt versuchte 1981 mittels Beweidung durch Moorschnucken, das Pfeifengras in seiner Ausbreitung einzugrenzen. Dieser Versuch wurde nach einem Jahr erfolglos abgebrochen. Im Jahre 1983 wurde ein Pflege- und Entwicklungsplan (PEP) für das Raakmoor ausgearbeitet. Die NABU-Gruppe Langenhorn/Fuhlsbüttel und die Schutzgemeinschaft Deutscher Wald, Hamburg e. V. bekamen vom Gartenbauamt die Betreuung offiziell übertragen. 2004 wurden die letzten Siedlungshäuser am Altenmoor abgerissen und das Naturschutzgebiet nach Norden auf ca. 33 Hektar vergrößert. Auch ein neuer PEP wurde in 2004 erstellt, nachdem sich die Pflege bis heute richtet.
Dominierend im Raakmoor ist der Raakmoorgraben und der zu einer Länge von 300 Metern aufgestaute sogenannte Stausee. In den 1990er Jahren wurden Teile des Raakmoorgrabens taschenartig aufgeweitet, so dass Nassflächen für kontrollierte Überflutungen, Artenvielfalt und Gewässerreinigung entstanden.

## Raakmoorteich

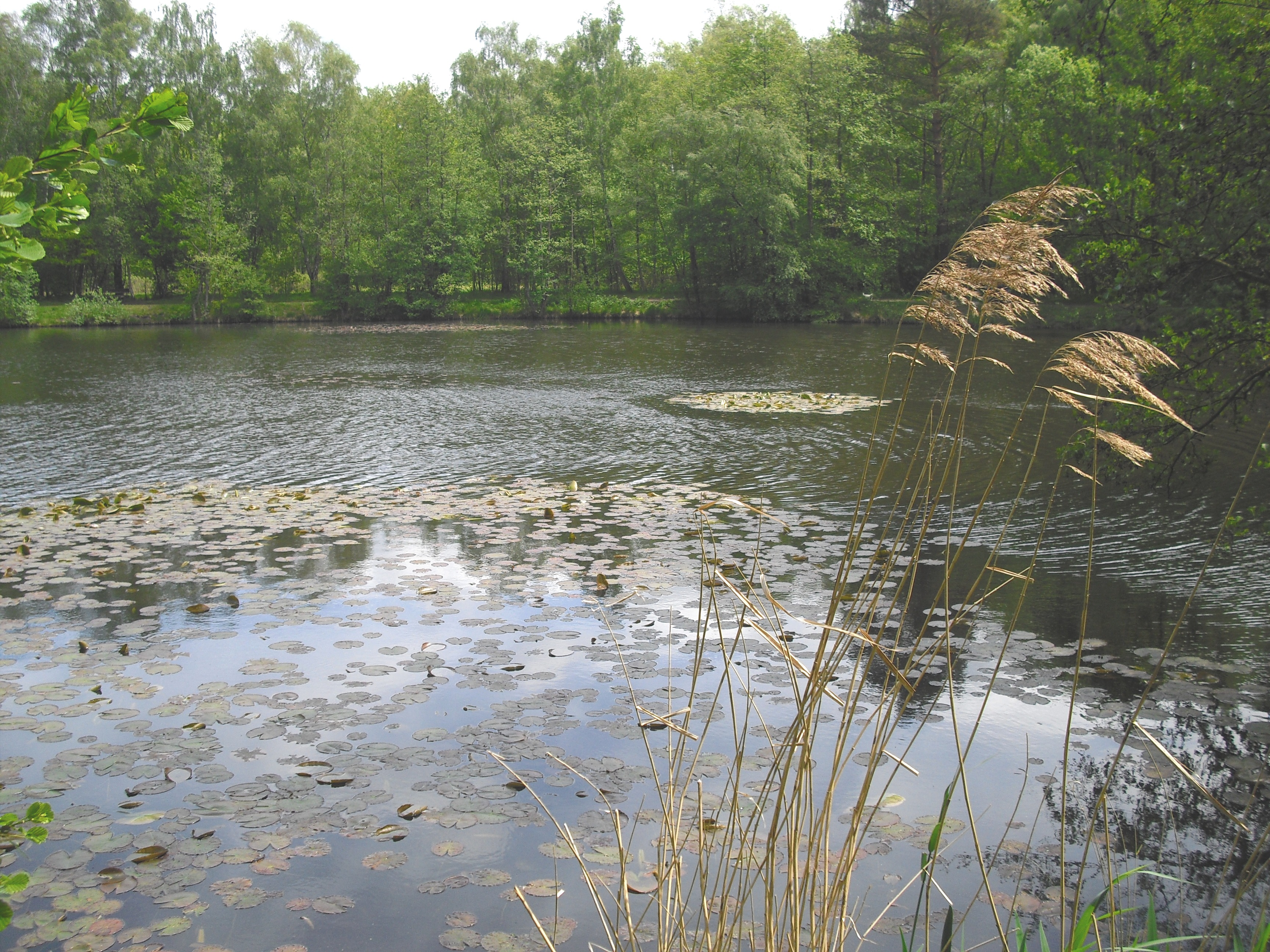
Raakmoorteich mit Seerosenfeld

Der bis zu einem Meter tiefe Raakmoorteich mit sandigem bis schlammigem Grund wurde ursprünglich für die Karpfenzucht angelegt und liegt am Rand des Naturschutzgebietes.
Das Wasser hat eine moorig braune Färbung, hat drei Zuläufe und einen Ablauf. In der Mitte des Teiches befinden sich mehrere Seeroseninseln und an den Rändern teilweise Schilfkanten.
Zu den vorkommenden Fischarten gehören Brassen, Karpfen, Schleien, Rotaugen, Rotfedern, Moderlieschen, Gründlinge, Flussbarsche, Aale und Hechte.
Angeln ist in den Teichen des Naturschutzgebietes gemäß Verordnung vom 21. Juni 2004 nicht gestattet.
Die im Süden angrenzenden Ziegeleiteiche sind vom Sportangelverein Hamburger Polizeibeamten angepachtet.

## Flora

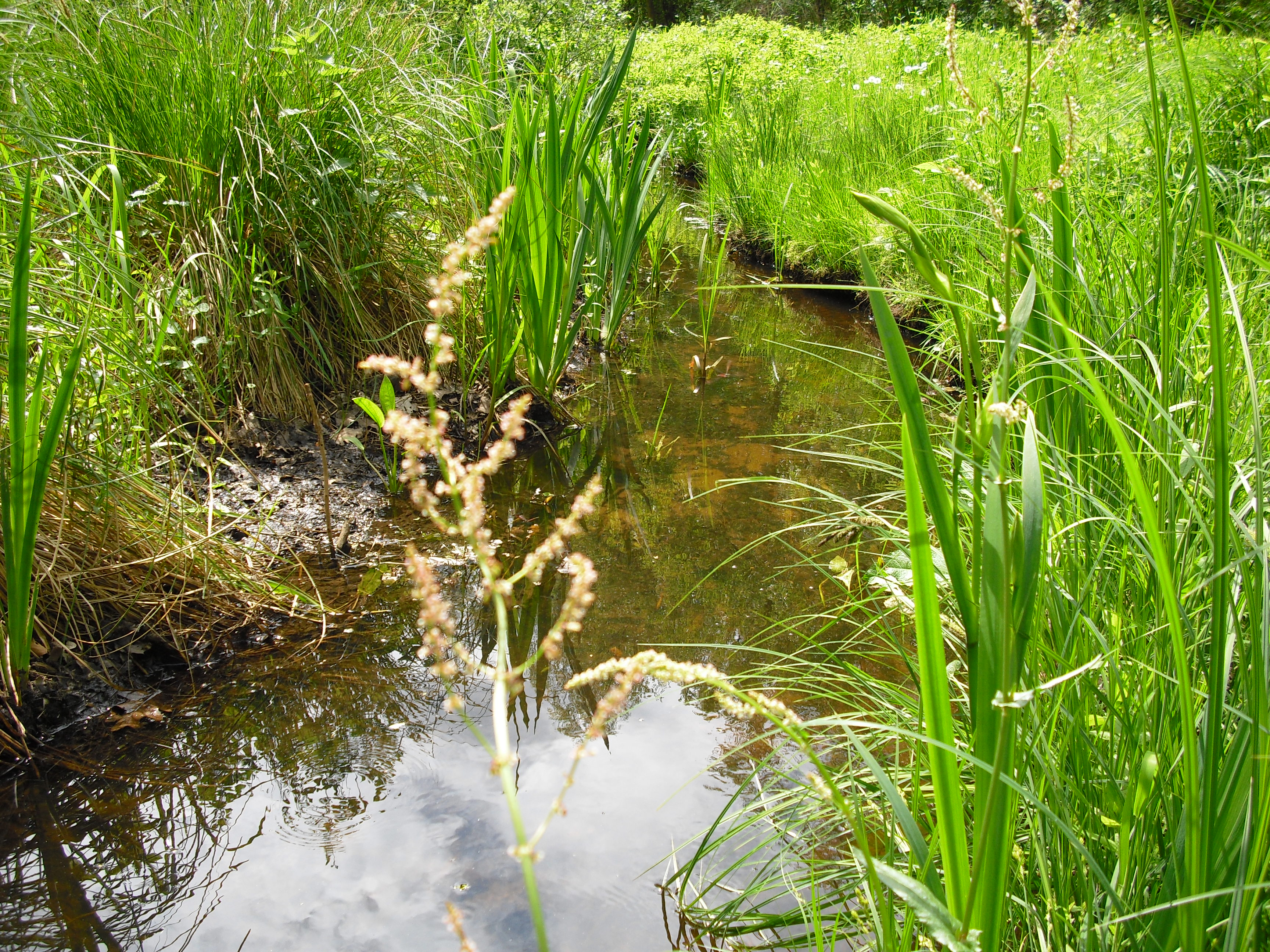
Der dicht bewachsene Raakmoorgraben

Der überwiegende Teil des Raakmoors ist mit Nadel- und Laubholz bewaldet. Im Rahmen der Renaturierungen wurden wieder die lebensraumtypischen Pflanzen wie Torfmoose, Moorlilie, Besenheide, Glockenheide und Mittlerer und Rundblättriger Sonnentau angesiedelt. In den Wasserflächen finden sich Sumpfcalla, Gewöhnlicher Wasserschlauch, Krebsschere und Laichkraut. An den Moorrändern wächst der Gagelstrauch.

## Fauna
Die Tierwelt des Raakmoors ist nach der Renaturierung sehr vielfältig. So finden sich neben Moorfrosch, Kreuzotter und verschiedenen Ameisenarten auch eine Vielzahl an Libellenarten. Darunter sind unter anderem die Gemeine Binsenjungfer und die Nordische Moosjungfer. Zu den seltenen Schmetterlingen gehört der Grüne Zipfelfalter.